# 大耶格尔斯多夫战役
大耶格尔斯多夫战役是一場在七年战争期间，沙皇俄国与普鲁士對決的战役，交战地点位于在大耶格尔斯多夫(前东普鲁士因斯特堡，今切尔尼亚霍夫斯克西南的居民点)。